# Steinkjer
 Steinkjer (ajutor·info) este un oraș din provincia Nord-Trøndelag, Norvegia.